# Leichtathletik-Weltmeisterschaften 2019/4 × 400 m Mixed

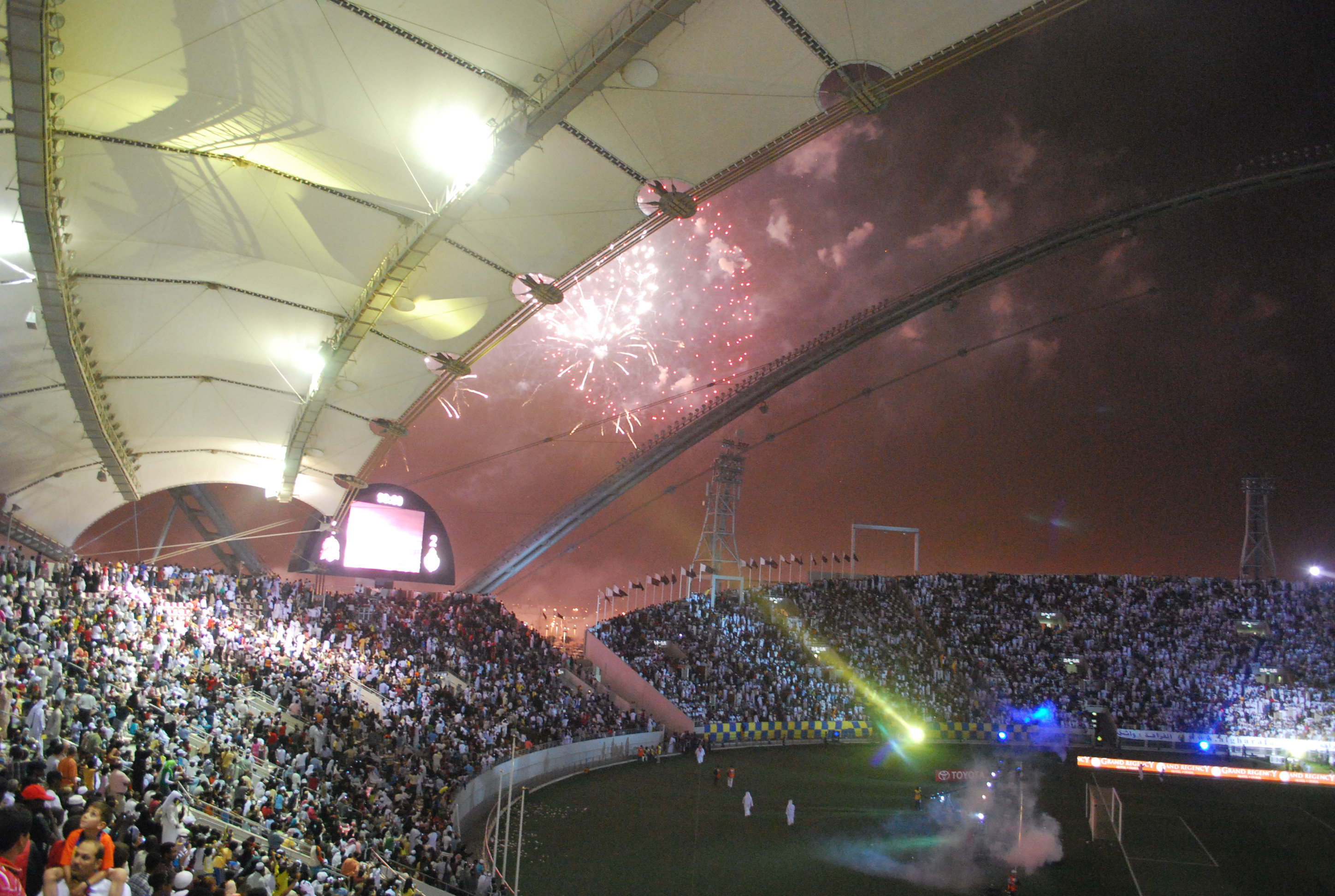
Das Khalifa International Stadium während des Emir Cups im Jahr 2009

Die 4-mal-400-Meter-Mixed-Staffel bei den Leichtathletik-Weltmeisterschaften 2019 wurde am 28. und 29. September im Khalifa International Stadium der katarischen Hauptstadt Doha ausgetragen.
Der Wettbewerb stand erstmals auf dem Programm einer bedeutenden internationalen Meisterschaft. 16 Staffeln mit 74 Athletinnen und Athleten nahmen teil.
Die Goldmedaille gewann die Staffel der Vereinigten Staaten mit einem neuen Weltrekord von 3:09,34 min. Sie liefen im Finale in der Besetzung Wilbert London, Allyson Felix, Courtney Okolo und Michael Cherry. Im Vorlauf war ein komplett anderes Team angetreten: Tyrell Richard, Jessica Beard, Jasmine Blocker und Obi Igbokwe.

Silber ging in 3:11,78 min an Jamaika mit Nathon Allen, Roneisha McGregor, Tiffany James (Finale) und Javon Francis sowie der im Vorlauf außerdem angetretenen Janieve Russell.

Bronze gewann Bahrain (Musa Isah, Aminat Jamal, Salwa Eid Naser, Abubakar Abbas) in 3:11,82 min.
Auch die nur im Vorlauf eingesetzten Läufer erhielten entsprechendes Edelmetall. Rekorde und Bestleistungen standen dagegen nur den tatsächlich laufenden Athletinnen und Athleten zu.

## Rekorde
| Weltrekord               | Einen Weltrekord gab es noch nicht.              |
| Weltmeisterschaftsrekord | Der Wettbewerb wurde zum ersten Mal ausgetragen. |

- Neue Weltmeisterschaftsrekorde gab es zweimal:
  - 3:12,42 min – USA (Tyrell Richard, Jessica Beard, Jasmine Blocker, Obi Igbokwe), erster Vorlauf am 28. September
  - 3:09,34 min – USA (Wilbert London, Allyson Felix, Courtney Okolo, Michael Cherry), Finale am 29. September
- Außerdem wurden in dieser noch ganz jungen Disziplin zwei Welt-, fünf Kontinental- und acht Landesrekorde aufgestellt.
  - Weltrekorde:
    - 3:12,42 min – USA (Tyrell Richard, Jessica Beard, Jasmine Blocker, Obi Igbokwe), erster Vorlauf am 28. September
    - 3:09,34 min – USA (Wilbert London, Allyson Felix, Courtney Okolo, Michael Cherry), Finale am 29. September

  - Kontinentalrekorde:
    - 3:12,74 min (Asienrekord) – Bahrain (Musa Isah, Aminat Jamal, Salwa Eid Naser, Abubakar Abbas), erster Vorlauf am 28. September
    - 3:11,82 min (Asienrekord) – Bahrain (Musa Isah, Aminat Jamal, Salwa Eid Naser, Abubakar Abbas), Finale am 29. September
    - 3:12,80 min (Europarekord) – Großbritannien (Rabah Yousif, Zoey Clark, Emily Diamond, Martyn Rooney), erster Vorlauf am 28. September
    - 3:12,27 min (Europarekord) – Großbritannien (Rabah Yousif, Zoey Clark, Emily Diamond, Martyn Rooney), Finale am 29. September
    - 3:16,12 min (Südamerikarekord) – Brasilien (Anderson Henriques, Tiffani Marinho, Geisa Aparecida Coutinho, Lucas Carvalho), zweiter Vorlauf am 28. September

  - Landesrekorde:
    - 3:12,73 min – Jamaika (Nathon Allen, Janieve Russell, Roneisha McGregor, Javon Francis), erster Vorlauf am 28. September
    - 3:12,73 min – Jamaika (Nathon Allen, Roneisha McGregor, Tiffany James, Javon Francis), Finale am 29. September
    - 3:16,76 min – Kanada (Austin Cole, Aiyanna Stiverne, Madeline Price, Philip Osei), erster Vorlauf am 28. September
    - 3:17,17 min – Frankreich (Mame-Ibra Anne, Amandine Brossier, Agnés Raharolahy, Thomas Jordier), erster Vorlauf am 28. September
    - 3:16,16 min – Belgien (Robin Vanderbemden, Camille Laus, Imke Vervaet, Dylan Borlée), zweiter Vorlauf am 28. September
    - 3:14,22 min – Belgien (Dylan Borlée, Hanne Claes, Camille Laus, Kevin Borlée), Finale am 29. September
    - 3:18,77 min – Japan (Seika Aoyama, Kōta Wakabayashi, Tomoya Tamura, Saki Takashima), zweiter Vorlauf am 28. September
    - 3:12,33 min – Polen (Wiktor Suwara, Rafał Omelko, Iga Baumgart-Witan, Justyna Święty-Ersetic), Finale am 29. September

## Vorläufe
Aus den zwei Vorläufen qualifizierten sich die jeweils drei Ersten jedes Laufes – hellblau unterlegt – und zusätzlich die zwei Zeitschnellsten – hellgrün unterlegt – für das Finale.

### Lauf 1
28. September 2019, 20:00 Uhr Ortszeit (19:00 Uhr MESZ)
| Platz | Bahn | Land           | Athleten                                                                                         | Zeit (min) |
| ----- | ---- | -------------- | ------------------------------------------------------------------------------------------------ | ---------- |
| 1     | 6    | USA            | Tyrell Richard (Vorlauf) Jessica Beard (Vorlauf) Jasmine Blocker (Vorlauf) Obi Igbokwe (Vorlauf) | 3:12,42 WR |
| 2     | 7    | Jamaika        | Nathon Allen Janieve Russell (Vorlauf) Roneisha McGregor Javon Francis                           | 3:12,73 NR |
| 3     | 2    | Bahrain        | Musa Isah Aminat Jamal Salwa Eid Naser Abubakar Abbas                                            | 3:12,74 AS |
| 4     | 8    | Großbritannien | Rabah Yousif Zoey Clark Emily Diamond Martyn Rooney                                              | 3:12,80 ER |
| 5     | 9    | Kanada         | Austin Cole Aiyanna Stiverne Madeline Price Philip Osei                                          | 3:16,76 NR |
| 6     | 4    | Frankreich     | Mame-Ibra Anne Amandine Brossier Agnès Raharolahy Thomas Jordier                                 | 3:17,17 NR |
| 7     | 3    | Ukraine        | Danylo Danylenko Tetjana Melnyk Kateryna Klymjuk Oleksij Posdnjakow                              | 3:17,50    |
| 8     | 5    | Tschechien     | Jan Tesař Lada Vondrová Tereza Petržilková Patrik Šorm                                           | 3:18,01    |

### Lauf 2

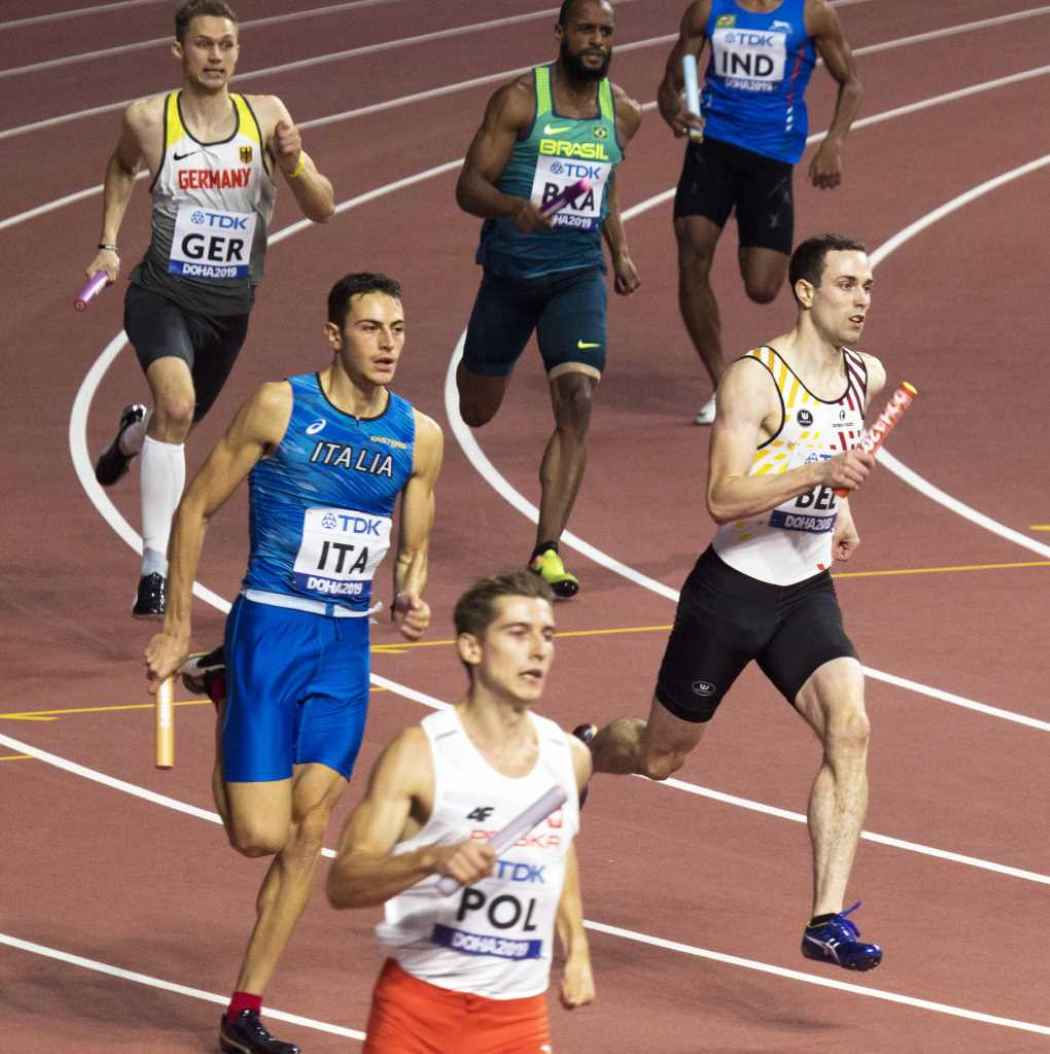
Die Startläufer im zweiten Vorlauf

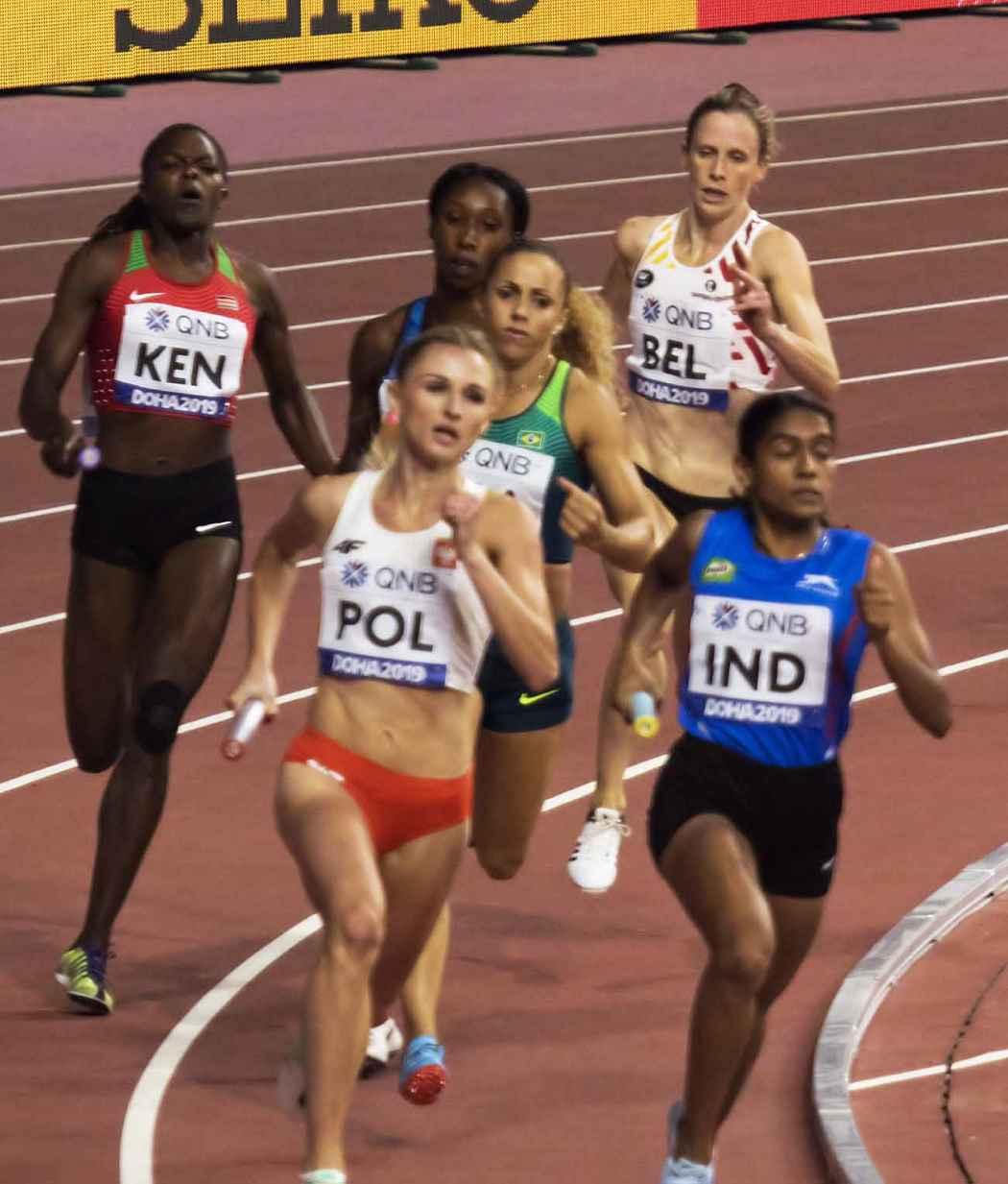
Zweiter Vorlauf: Runde drei

28. September 2019, 20:12 Uhr Ortszeit (19:12 Uhr MESZ)
| Platz | Bahn | Land        | Athleten                                                                                  | Zeit (min) |
| ----- | ---- | ----------- | ----------------------------------------------------------------------------------------- | ---------- |
| 1     | 8    | Polen       | Wiktor Suwara Anna Kiełbasińska (Vorlauf) Małgorzata Hołub-Kowalik (Vorlauf) Rafał Omelko | 3:15,47    |
| 2     | 3    | Brasilien   | Anderson Henriques (Vorlauf) Tiffani Marinho Geisa Aparecida Coutinho Lucas Carvalho      | 3:16,12 SR |
| 3     | 2    | Indien      | Muhammed Anas V. K. Vismaya Jisna Mathew Noah Nirmal Tom                                  | 3:16,14 SB |
| 4     | 5    | Belgien     | Robin Vanderbemden (Vorlauf) Camille Laus Imke Vervaet (Vorlauf) Dylan Borlée             | 3:16,16 NR |
| 5     | 6    | Italien     | Edoardo Scotti Giancarla Trevisan Raphaela Lukudo Brayan Lopez                            | 3:16,52    |
| 6     | 7    | Kenia       | Alphas Kishoyian Gladys Musyoki Mary Moraa Alex Sampao                                    | 3:17,09    |
| 7     | 4    | Deutschland | Marvin Schlegel Luna Bulmahn Karolina Pahlitzsch Manuel Sanders                           | 3:17,85    |
| 8     | 9    | Japan       | Seika Aoyama Kōta Wakabayashi Tomoya Tamura Saki Takashima                                | 3:18,77 NR |

## Finale
Das Finale wurde am 29. September 2019 ausgetragen.
| Platz | Land           | Athleten | Zeit (min) |
| ----- | -------------- | --- | ---------- |
| 1     | USA            | Wilbert London (Finale) Allyson Felix (Finale) Courtney Okolo (Finale) Michael Cherry (Finale) im Vorlauf außerdem: Tyrell Richard Jessica Beard Jasmine Blocker Obi Igbokwe | 3:09,34 WR |
| 2     | Jamaika        | Nathon Allen Roneisha McGregor Tiffany James (Finale) Javon Francis im Vorlauf außerdem: Janieve Russell                                                                     | 3:11,78 MR |
| 3     | Bahrain        | Musa Isah Aminat Jamal Salwa Eid Naser Abubakar Abbas | 3:11,82 AS |
| 4     | Großbritannien | Rabah Yousif Zoey Clark Emily Diamond Martyn Rooney | 3:12,27 ER |
| 5     | Polen          | Wiktor Suwara Rafał Omelko Iga Baumgart-Witan (Finale) Justyna Święty-Ersetic (Finale) im Vorlauf außerdem: Anna Kiełbasińska Małgorzata Hołub-Kowalik                       | 3:12,33 NR |
| 6     | Belgien        | Dylan Borlée Hanne Claes (Finale) Camille Laus Kevin Borlée (FinaleI) im Vorlauf außerdem: Robin Vanderbemden Imke Vervaet                                                   | 3:14,22 NR |
| 7     | Indien         | Muhammed Anas V. K. Vismaya Jisna Mathew Noah Nirmal Tom | 3:15,77 SB |
| 8     | Brasilien      | Lucas Carvalho Tiffani Marinho Geisa Aparecida Coutinho Alexander Russo (Finale) im Vorlauf außerdem: Anderson Henriques                                                     | 3:16,22    |